# Casiano Céspedes
Casiano Céspedes (1924) foi um futebolista paraguaio que atuava como defensor.

## Carreira
Casiano Céspedes fez parte do elenco da Seleção Paraguaia de Futebol, na Copa do Mundo de 1950 no Brasil.